# Abdeljalil Hadda
Abdeljalil Hadda, conosciuto anche come Hadda Kamatcho (Meknès, 23 marzo 1972), è un ex calciatore marocchino, di ruolo attaccante.

## Caratteristiche tecniche
Poteva essere impiegato come punta centrale o come ala d'attacco.

## Carriera

### Club
Ha militato fino al 1996 nel CODM Meknès. Nel 1996 è passato all'Al-Ittihad. Nella stagione 1997-1998 ha militato nel Club Africain. Nel 1998 è stato acquistato dallo Sporting Gijón, squadra spagnola. Nel 2000 è stato ceduto con la formula del prestito al Yokohama F·Marinos. Rientrato dal prestito, ha militato nel club spagnolo fino al 2001. Nel 2001 è tornato al Club Africain. Nella stagione 2002-2003 ha militato nel Maghreb Fès. Nella stagione successiva è stato ingaggiato dal CODM Meknès, club in cui aveva militato ad inizio carriera.

### Nazionale
Ha debuttato in Nazionale il 3 gennaio 1994, nell'amichevole Marocco-Tunisia (3-1), gara in cui ha siglato la rete del definitivo 3-1 al minuto 70. Ha partecipato, con la Nazionale, ai Mondiali 1998, alla Coppa d'Africa 1998, alla Coppa d'Africa 2000 e alla Coppa d'Africa 2002. Ha collezionato in totale, con la maglia della Nazionale, 47 presenze e 19 reti.

## Palmarès

### Club

#### Competizioni nazionali
- Campionato marocchino: 1

CODM Meknès: 1994-1995
- Campionato saudita: 1

Al-Ittihād: 1996-1997
- Coppa della Corona del Principe saudita: 1

Al-Ittihād: 1997
- Coppa di Tunisia: 1

Club Africain: 1997-1998

#### Competizioni internazionali
- Coppa dei Campioni araba per club: 1

Club Africain: 1997